# シュヴァーベンジュラにある洞窟群と氷河期の芸術
シュヴァーベンジュラにある洞窟群と氷河期の芸術（シュヴァーベンジュラにあるどうくつぐんとひょうがきのげいじゅつ）は、南ドイツの6つの洞窟を対象とするUNESCOの世界遺産リスト登録物件である。それらの洞窟は、最終氷期に含まれる約43000年前から33000年前の人類がシェルターに使っていた場所であり、シュヴァーベンジュラ山脈のローネタールとアッハタールという2つの谷にある。洞窟群の中では、女性をかたどった小像、動物（ドウクツライオン、マンモス、鳥類、ウマ、ウシ科、魚類など）の彫像、楽器、個人的な装飾具などが発見されており、小立像のなかには、半人半獣をかたどったものもある。オーリニャック文化に属するそれらの彫像は、明白に彫刻と認められるものとしては最古の部類に属する。同様に、鳥の骨から作ったフルートも、楽器としては最古級と見なされている。なお、登録名に「氷河期の芸術」とあるが、後述するように世界遺産の登録対象は洞窟そのものであり、出土品は含まない。

## 登録経緯
この物件は2015年1月15日に世界遺産の暫定リストに記載され、2016年1月13日に世界遺産センターに正式に提出された。それに対し、世界遺産委員会の諮問機関である国際記念物遺跡会議(ICOMOS) は「登録」を勧告し、2017年の第41回世界遺産委員会でも勧告通りに登録された。

### 登録名
世界遺産としての登録名はCaves and Ice Age Art in the Swabian JuraおよびGrottes et l’art de la période glaciaire dans le Jura souabeである。その日本語訳は、以下のように揺れがある。
- シュヴァーベン・ジュラにある洞窟群と氷河期の芸術 - 世界遺産検定事務局[8]
- シュヴァーベンジュラの洞窟群と氷河時代の芸術 - 『今がわかる時代がわかる世界地図』[9]
- ジュヴェービッシュ・ユラの洞窟群と氷河期の芸術 - 日本ユネスコ協会連盟[10]
- シュヴァーベンジュラ山脈の洞窟群と氷河期アート - 月刊文化財[11]、プレック研究所[3]
- シュヴェビッシェアルプの洞窟群と氷河時代の芸術 - なるほど知図帳・世界[12]

### 登録基準
この世界遺産は世界遺産登録基準のうち、以下の条件を満たし、登録された（以下の基準は世界遺産センター公表の登録基準からの翻訳、引用である）。
- (3) 現存するまたは消滅した文化的伝統または文明の、唯一のまたは少なくとも稀な証拠。

この基準は、「ヨーロッパに定住した最初の現生人類の文化」を伝えるものとしての傑出した価値が評価されたものである。
推薦時には創造的才能に適用される基準 (1) も提案されており、ICOMOSは確かに出土品の芸術性を認めたが、洞窟そのものには適用できないとした（世界遺産は不動産しか登録できない）。

## 構成資産
世界遺産はアッハタール（Ach Valley, ID1527-001）とローネタール（Lone Valley, ID1527-002）という2つの渓谷を対象としている。登録範囲は前者が 271.7 ha （緩衝地帯 766.8 ha）、後者が 190.4 ha （緩衝地帯 391.9 ha）である。
| 画像                | 名称                                | 所在地      | 概要                                                                                                | 出土品                                                                         | 主な出土品の画像    |
| ------------------- | ----------------------------------- | ----------- | --------------------------------------------------------------------------------------------------- | ------------------------------------------------------------------------------ | ------------------- |
| additional pictures | ボクシュタイン洞窟 (Bocksteinhöhle) | Lone Valley | | 大型のハンドアックス (Bocksteinmesserとして知られる)                           | Bocksteinmesser     |
| additional pictures | ガイセンクレステルレ                | Ach Valley  | | オランス（両手を掲げた姿勢）象牙製の半人半獣像                                 | additional pictures |
| additional pictures | ホーレ・フェルス                    | Ach Valley  | | マンモスの牙製のホーレ・フェルスのヴィーナス、シロエリハゲワシの骨製のフルート | additional pictures |
| additional pictures | ホーレンシュタイン＝シュターデル    | Lone Valley | 50 m (160 ft)の長く狭い洞窟。入り口は幅8 m、高さ4 m。                                               | マンモスの牙製のライオンマン                                                   | additional pictures |
| additional pictures | ジルゲンシュタイン洞窟              | Ach Valley  | 洞窟の総延長は42 m (138 ft)で、高さは最高で10mある。 最奥部は天井に天然の穴が開いているので明るい。 | 約5,000点におよぶ燧石製の尖頭器や石錐などの石器                                |                     |
| additional pictures | フォーゲルヘルト洞窟                | Lone Valley | | マンモスの牙製の動物像や、イノシシの牙製のヴィーナス小像                       | additional pictures |

## 保護
構成資産の近くで風力発電の開発計画があったが、ICOMOSは不許可とするよう勧告していた。地元であるバーデン＝ビュルテンベルク州は、勧告通り、建設計画を認めないと決定した。